# Riachão (kommun i Brasilien, Maranhão, lat -7,77, long -46,73)
Riachão är en kommun i Brasilien.   Den ligger i delstaten Maranhão, i den centrala delen av landet, 900 km norr om huvudstaden Brasília. Antalet invånare är 20 218.
Följande samhällen finns i Riachão:
- Santa Luzia
- Riachão

Omgivningarna runt Riachão är huvudsakligen savann. Runt Riachão är det mycket glesbefolkat, med 3 invånare per kvadratkilometer.